# Singulární matice
Singulární matice je čtvercová matice, jejíž determinant je roven nule, neboli {\displaystyle \det {\boldsymbol {A}}=0}.

## Vlastnosti
Singulární matice lze ekvivalentně nadefinovat následujícími způsoby
- Řádky matice jsou lineárně závislé.
- Sloupce matice jsou lineárně závislé.
- Hodnost matice řádu {\displaystyle n} je menší než {\displaystyle n}.
- Matice nemá inverzní matici.

Pokud čtvercová matice není singulární, nazývá se regulární.